# In pasto ai leoni
In pasto ai leoni (Two for the Lions) è un romanzo giallo del 1998 scritto da Lindsey Davis, decimo volume della serie ambientata nella Roma imperiale del I secolo, incentrata sulle indagini dell'investigatore privato Marco Didio Falco.
È ambientato a Roma fra dicembre 73 d.C. ed aprile 74 d.C. durante il grande censimento di Vespasiano nel periodo della costruzione del grande anfiteatro.
Ha vinto la prima edizione dell'Ellis Peters Historical Award, premio letterario dedicato ai romanzi gialli d'ambientazione storica.

## Trama
Secondo romanzo della trilogia dei "soci" di Falco.
Come revisore contabile imperiale, Falco ritiene di aver trovato un lavoro comodo e remunerativo, ma la morte del leone cui doveva andare in pasto il serial killer di "Tre mani nella fontana" lo convince ad indagare nel mondo dei giochi. Ben presto le indagini lo porteranno, insieme all'inseparabile Elena fino in Tripolitania dove ritroverà Camillo Giustino a caccia del fantomatico "silfio" un'erba pregiata introvabile.

## Edizioni
- Lindsey Davis, In pasto ai Leoni, traduzione di Maria Elena Vaccarini, collana I Marlin, Marco Tropea Editore, 2008,  p. 377, ISBN 978-88-558-0057-0.